# 奧克伍德鎮區 (伊利諾伊州弗米利恩縣)
奧克伍德鎮區（英語：Oakwood Township）是位於美國伊利諾伊州弗米利恩縣的一個行政鎮區。

## 地方資料
根據2010年美國人口普查的數據，奧克伍德鎮區的面積為168.60平方千米，當中陸地面積為167.70平方千米，而水域面積為0.90平方千米。當地共有人口3336人，而人口密度為每平方千米19.79人。